# Gran París
La Metrópolis del Gran París (métropole du Grand Paris, pronunciación en francés: /metʁopɔl dy ɡʁɑ̃ paʁi/) es una estructura administrativa para la cooperación que cubre la Ciudad de París y sus suburbios más cercanos que lo rodea. La metrópolis nació el 1 de enero  de 2016 y comprende 131 comunas. Incluye la Ciudad de París, 123 comunas en los circundantes departamentos interiores suburbanos de la Pequeña Corona (Altos del Sena, Sena-Saint Denis y Valle del Marne), más siete comunas en dos departamentos exteriores suburbanos, incluyendo las comunas de Argenteuil en Valle del Oise, y Paray-Vieille-Poste en Essonne, estos últimos donde se ubica el aeropuerto de Orly. Parte de la metrópoli comprende el departamento del Sena, el cual existió de 1929 a 1968. 
El Gran París cubre 814 kilómetros cuadrados y tiene una población de 12 millones.
La Metrópolis está administrada por un Consejo Metropolitano de 210 miembros, no directamente elegidos, pero escogidos por los miembros del consejos de las Comunas. Sus responsabilidades incluyen planificación urbana, alojamiento, y protección del entorno.   
La Metrópolis del Gran París no debe ser confundida con el Gran París Exprés, un nuevo sistema de transporte desarrollado independientemente para conectar los Departamentos en los suburbios de París.

## Historia
La idea  del Gran París era originalmente propuesta por el anterior Presidente francés Nicolas Sarkozy cuando creó "un nuevo plan global para París y la región metropolitana" primero enfocado como un nuevo plan maestro para el transporte de la región de París para después llevar a cabo los planes para desarrollar varias áreas alrededor de París. "La Metrópoli del Gran París" estuvo definida por la ley de 27 de enero de 2014 de la modernización de acción territorial pública y afirmación de ciudades como parte del Acta III de descentralización. Los planes fueron considerablemente modificados en diciembre de 2015, y la puesta en funcionamiento en dos de las competencias administrativas, protección y desarrollo económicos del entorno, se retrasó de 2016 a 2017.  
El plan era anunciado inicialmente el 17 de septiembre de 2007 durante la inauguración de "La Cité de l'arquitectura et du patrimoine", cuándo Sarkozy declaró su intento para crear un "nuevo proyecto de desarrollo para el Gran París". El proyecto estuvo organizado por el estado francés, con el ministro de Cultura y Comunicación coordinando el proceso de consultas.
En 2008 un concurso internacional de urbanismo y arquitectura para el desarrollo futuro del París metropolitano fue anunciado. Diez equipos que reunían arquitectos, urbanistas, geógrafos y paisajistas ofrecían su visión para construir una metrópoli del París del siglo XXI en un mundo pos-Kyoto en la que debían confeccionar una diagnosis del futuro de París y sus suburbios, que definirían los desarrollos futuros del Gran París para los próximos 40 años.
Los arquitectos que dirigieron los diez equipos multidisciplinares eran: Jean Nouvel, Christian de Portzamparc, Antoine Grumbach, Roland Castro, Yves León, Djamel Klouche, Richard Rogers, Bernardo Secchi, Paola Vigano, Finn Geipel, Giulia Andi y Winy Maas.
Las primeras versiones del plan proponían reformas en la estructura del gobierno local de la región de París, creando una integración urbana comunitaria que abarcaba la Ciudad de París y la circundante Petite Couronne, Aun así, estos fueron abandonados en gran medida debido a la fuerte oposición del Alcalde socialista de París, Bertrand Delanoë, y de la cabeza socialista de la región de Île de France, Jean-Paul Huchon.

## Objetivos
El plan original para la Metrópolis declaró los siguientes objetivosː  "La Metrópolis del Gran París está establecida para definir e implementar acciones metropolitanas para mejorar la calidad de vida de sus residentes, reducir desigualdades entre las regiones internas, desarrollar un modelo urbano sostenible social y económicamente, herramientas para mejorar el atractivo y la competitividad para el beneficio de todo el territorio nacional. La Metrópoli del Gran París está desarrollando un proyecto metropolitano. Los residentes están asociados con su desarrollo según las directrices determinadas por el consejo metropolitano.
Este proyecto metropolitano define las directrices generales de la política perseguida por la Metrópolis del Gran París. Forma parte de la implementación del esquema global de la región Ile-de-France. Incluye un análisis general, social, económico y medioambiental del área metropolitana, las directrices estratégicas para el desarrollo de la metrópoli así como las áreas de prioridad para su intervención. El proyecto puede ser desarrollado con el soporte de la Agencia Técnica de la Región de París, el Taller Internacional del Gran París, las Agencias de Planificación Urbanas y cualquiera otro cuerpo útil".  

## Transporte

líneas del metro previstas

Independientemente al proceso describió anteriormente, la posición de Ministro para el Gran París Magnífico fue creada y Christian Blanc fue nombrado para ocuparlo. Blanc y su equipo prepararon un plan de transporte, que fue anunciado el 29 de abril de 2009. La región de Île-de-France tenía ya publicada su plan de transporte propio. Más tarde, los arquitectos de la consulta se unieron juntos para presentar un tercer plan de transporte. Después de intensas negociaciones, se anunció un compromiso entre el gobierno nacional y el gobierno regional de Île-de-France en enero de 2011 y el plan final fue posteriormente aprobó.
El plan de transporte será llevado a cabo en diez años, con un coste de 35 mil millones de euros, financiado por el estado, gobiernos locales y nueva deuda. Una parte importante del proyecto es un driverless de metro que enlaza importantes zonas de negocios con polos residenciales como Versalles y el aeropuerto de Charles de Gaulle, pero también banlieues como Montfermeil y Clichy-sous-Bois a través 8 pistas de 140 km y operativas 24 horas, el cual costará 21 mil millones de euros. Otros 14 mil millones de euros serán gastados en la extensión y re-equipamiento del metro existente, líneas regionales y suburbanas.

## Crítica
La manera en que El Gran París ha sido manejado, fue criticado por los arquitectos, especialmente por Jean Nouvel quién escribió varios virulentos editoriales contra el ministro encargado del Gran París hasta junio de 2010, Christian Blanc.
Políticamente, el presidente de la región Île-de-France, Jean-Paul Huchon y el Alcalde de París, Bertrand Delanoë, ambos miembros del Partido Socialista francés opuestos a las iniciativas tomadas por el gobierno nacional, del cual dijeron era una contradicción con la devolución de las competencias de planificación urbana a los gobiernos locales. En octubre de 2011, Delanoë declaró que el presidente "está intentando reclamar para él un urbanismo dinámico comenzado hacía tiempo por los gobiernos locales". A pesar de que Huchon había logrado un acuerdo con el gobierno nacional en la red de transporte, también declaró que El Gran París "no es un plazo genérico para cubrir todo aquello está yendo en en el territorio de la región de Île-de-France (...)."  Fuerte oposición política fue también el Partido Verde (Europa Écologie), dirigido en la región Île-de-France por Cécile Duflot.

## Comunas
La Metrópoli del Gran París consta de las siguientes 131 comunas:
1. Ablon-sur-Seine
2. Alfortville
3. Antony
4. Arcueil
5. Argenteuil
6. Asnières-sur-Seine
7. Athis-Mons
8. Aubervilliers
9. Aulnay-sous-Bois
10. Bagneux
11. Bagnolet
12. Le Blanc-Mesnil
13. Bobigny
14. Bois-Colombes
15. Boissy-Saint-Léger
16. Bondy
17. Bonneuil-sur-Marne
18. Boulogne-Billancourt
19. Le Bourget
20. Bourg-la-Reine
21. Bry-sur-Marne
22. Cachan
23. Champigny-sur-Marne
24. Charenton-le-Pont
25. Châtenay-Malabry
26. Châtillon
27. Chaville
28. Chennevières-sur-Marne
29. Chevilly-Larue
30. Choisy-le-Roi
31. Clamart
32. Clichy
33. Clichy-sous-Bois
34. Colombes
35. Coubron
36. Courbevoie
37. La Courneuve
38. Créteil
39. Drancy
40. Dugny
41. Épinay-sur-Seine
42. Fontenay-aux-Roses
43. Fontenay-sous-Bois
44. Fresnes
45. Gagny
46. Garches
47. La Garenne-Colombes
48. Gennevilliers
49. Gentilly
50. Gournay-sur-Marne
51. L'Haÿ-les-Roses
52. L'Île-Saint-Denis
53. Issy-les-Moulineaux
54. Ivry-sur-Seine
55. Joinville-le-Pont
56. Juvisy-sur-Orge
57. Le Kremlin-Bicêtre
58. Les Lilas
59. Levallois-Perret
60. Limeil-Brévannes
61. Livry-Gargan
62. Maisons-Alfort
63. Malakoff
64. Mandres-les-Roses
65. Marnes-la-Coquette
66. Marolles-en-Brie
67. Meudon
68. Montfermeil
69. Montreuil
70. Montrouge
71. Morangis
72. Nanterre
73. Neuilly-Plaisance
74. Neuilly-sur-Marne
75. Neuilly-sur-Seine
76. Nogent-sur-Marne
77. Noiseau
78. Noisy-le-Grand
79. Noisy-le-Sec
80. Orly
81. Ormesson-sur-Marne
82. Pantin
83. Paray-Vieille-Poste
84. París
85. Les Pavillons-sous-Bois
86. Périgny
87. Le Perreux-sur-Marne
88. Pierrefitte-sur-Seine
89. Le Plessis-Robinson
90. Le Plessis-Trévise
91. Le Pré-Saint-Gervais
92. Puteaux
93. La Queue-en-Brie
94. Le Raincy
95. Romainville
96. Rosny-sous-Bois
97. Rueil-Malmaison
98. Rungis
99. Saint-Cloud
100. Saint-Denis
101. Saint-Mandé
102. Saint-Maur-des-Fossés
103. Saint-Maurice
104. Saint-Ouen
105. Santeny
106. Savigny-sur-Orge
107. Sceaux
108. Sevran
109. Sèvres
110. Stains
111. Sucy-en-Brie
112. Suresnes
113. Thiais
114. Tremblay-en-France
115. Valenton
116. Vanves
117. Vaucresson
118. Vaujours
119. Villecresnes
120. Ville-d'Avray
121. Villejuif
122. Villemomble
123. Villeneuve-la-Garenne
124. Villeneuve-le-Roi
125. Villeneuve-Saint-Georges
126. Villepinte
127. Villetaneuse
128. Villiers-sur-Marne
129. Vincennes
130. Viry-Châtillon
131. Vitry-sur-Seine

## Lectura Externas
- Walter Wells, "Planes Grandes para París Magnífico," Francia Hoy (junio 2009), Vol. 24 Asunto 6, pp 10@–12